# Корабна броня
Корабната броня е защитен слой с достатъчно голяма здравина, който е предназначен за защита на частите на кораба от средствата за поражение на противника.

## История на възникване
Дори квинкверемата на древноримския флот е била защитена от броня. След това е използвана за защита на корейските кораби-костенурки (кобуксон), но с развитието на артилерията тяхната защита става практически безполезна. До началото на XIX век в корабостроенето се поддържа определен баланс между средствата за защита и нападение. Ветроходите са въоръжени с гладкостволни дулнозарядни оръдия, стрелящи с кръгли гюлета. Бордовете на кораба са облицовани с дебел слой дърво, което е нелоша защита срещу тях.
Съществува мнение, че първи предлага да се използват метални щитове за защита на корпуса на корабите британският изобретател сър Уилям Конгрийв, след негова статия в лондонския „Таймс“ от 20 февруари 1805 година. Обаче още в 1782 година при обсадата на Гибралтар испанците обшиват покривите и бордовете на плаващите батареи с преплетени железни пръти за защита, а первият кораб, който през 1761 година получава медна обшивка е фрегатата HMS Alarm на Кралския военноморски флот на Великобритания. Аналогично предложение има в САЩ през 1812 година от Джон Стевено от Хоубоукън (Ню Джърси). В 1814 г. за необходимостта да се бронират корабите говори и французинът Анри-Жозеф Пексан. Тези публикации обаче не предизвикват интерес.
Първите кораби от желязо са построените за британския флот през 1845 години параходофрегати HMS Birkenhead (1845) и HMS Trident (1845), които са приети от моряците достатъчно хладно. Тяхната желязна обвивка ги защитава по-лошо от дървена с еднаква дебелина.
Измененията настъпват след развитието на артилерията и металургията.
Още през 1819 година генерал Пексан изобретява осколочната граната, която разбива създаденият баланс на защитата и снаряда, защото дървените ветроходни кораби са обречени на разрушение и пожар от действието на новото оръжие. Наистина независимо от убедителната демонстрация, която е направена през 1824 година при учебни стрелби по стария двупалубен линеен кораб „Pacificator“, които показват силата на новите боеприпаси внедряването им върви много бавно. Но след успеха, който те носят в боя при Синоп (1853 г.) отпадат съмненията дори и на най-големите критици.
в същото време се развиват и идеите за строителство на бронирани кораби. В САЩ Джон Стевънс, с неговите синове, със собствени средства провежда редица експерименти, които имат за цел да установят законите по които гюлетата разрушават железните плочи и да определят минималната дебелина на плочите, които да защитават от всички известни дотогава оръдия. През 1842 един от синовете му – Робърт, представя резултатите от опитите пред комитет на Конгреса и проект за плаваща батарея. Експериментите предизвикват голям интерес в Америка и Европа.
В 1845 година френският корабостроител Дюпюи де Лом, по правителствена поръчка, разработва проект за бронирана фрегата. В 1854 година е заложена плаващата батарея на Стевънс. Няколко месеца по-късно четири такива са заложени и във Франция, а след още няколко месеца – три в Англия. В 1856 три от френските батареи – „Devastation“, „Lave“ и „Tonnate“, неуязвими за противниковия огън, са успешно използвани в сражение при Кинбурн (1855) по време на Кримската война. Този успех подтиква водещите държави в света – Англия и Франция към строителство на броненосни мореходни кораби.

## Желязна броня
Взаимодействието между бронята и снаряда е достатъчно сложен процес. Това налага доста противоречиви изисквания спрямо направата на броня. От една страна материалът за нея следва да е достатъчно твърд. От друга страна – пластичен, за да не се чупи при попадението на снаряда и да поглъща енергията на неговите осколки или да създава такива. Болшинството твърди материали са много крехки и не стават за направата на броня. Другите изисквания са материалът да е достатъчно разпространен, евтин и относително прост за производство и обработка, поради големите количества, които биха били необходими за защитата за цял кораб.
Единствените подходящи материали тогава били кованото желязо и чугунът. Практическите тестове показват, че макар достатъчно твърд, чугунът е същевременно много крехък. Затова в избрано кованото желязо.
Първите бронирани кораби са защитени от многослойна броня – на дебели 900 мм дървени греди се закрепват железни плочи с дебелина от 100 – 130 мм (4 – 5 дюйма). Множеството експерименти в Европа показват, че такава многослойна защита (преизчислена съобразно теглото ѝ) е по-слаба от цели железни плочи. Въпреки това през гражданската война в САЩ повечето американски кораби имат основно многослойна защита, което може да се оправдае с ограничените технологични възможности за производство на дебели железни плочи.
Първите мореходни броненосни кораби са френският линеен кораб „Gloire“ с водоизместимост 5600 т и английската фрегата „Warrior“ с водоизместимост 9000 т. „Warrior“ е защитен с броня от 114 мм. 206,2 мм оръдие, популярно тогава, изстрелва гюле с тегло 30 кг със скорост 482 м/с и пробивало такава броня на дистанция до 183 метра.

## Броня „Kомпаунд“
Един от способите да се направи броня с твърда повърхност и пластична подложка е изобретяването на бронята тип „компаунд“. Става ясно, че твърдостта и пластичността на метала зависи от въглеродното му съдържание. Колкото повече е той, толкова по-твърда и същевременно по-крехка е стоманата. Бронята тип „компаунд“ се състои от два слоя материал. Външният слой е от по-твърда стомана със съдържание на въглерод 0,5 – 0,6 %, а долният – от по-пластично ковано желязо с ниско съдържание на въглерод.
Първи способ за изготвянето ѝ измисля Уилсън Кемъл (на английски: Wilson Cammel). Върху нагорещената плоча от ковано желязо се излива стомана, направо от пещта. Друг вариант предлага Елис-Браун (на английски: Ellis-Brown). Според неговия способ стоманената и железните плочи се запояват една към друга с бесемерова стомана. И в двата процеса плочите допълнително се валцоват. В зависимост от типа снаряд ефективността на компаундната броня е различна. Срещу най-разпространените железни снаряди 254 мм (10 дюйма) компаундна броня била еквивалент на 381 – 406 мм (15 – 16 дюйма) желязна броня. Но против появилите се в това време бронебойни снаряди от твърда стомана компаундната броня е само с 25% по-здрава от кованото желязо – 254 мм (10 дюйма) „компаунд“ е приблизително равна на 318 мм (12,5 дюйма) желязо.

## Стоманена броня
Приблизително по същото време с бронята „компаунд“, се появява и стоманената броня. През 1876 година италианският флот провежда конкурс за избор на броня, която да се използва в броненосците им „Дандоло“ и „Дуилио“. Конкурсът в Специя печели фирмата „Шнайдер и Ко.“, която предлага плочи от „мека“ стомана. Въглеродното съдържание в нея е около 0,45%. Процесът на производство е пазен в тайна, но се знае, че плочите се получават от заготовки с двуметрова височина, чрез изковаване до необходимата дебелина. За получаване на метала се използват Сименс-Мартенови пещи. Плочите дават добра защита, но са сложни за обработване.
Следващите десет години преминават в борба между стоманената и „компаунд“ бронята. Въглеродното съдържание в стоманената броня обикновено е около 0,1% по-малко, отколкото в „компаунд“ бронята – 0,4 – 0,5% срещу 0,5 – 0,6%. При това те са съпоставими като ефективност – изчислено е, че стоманена броня с дебелина 254 мм (10 дюйма) е еквивалентна на 318 мм (12,5 дюйма) желязна броня.

## Никелова броня
В крайна сметка побеждава стоманената броня, след като е открито никеловото легиране на стоманата. За първи път то е осъществено от „Шнайдер“ през 1889 година. След опити била избрана стомана с 4% никелово съдържание. При ударни натоварвания плочите, направени от нея, показват по-малка склонност към напукване и образуване на осколки. Освен това никелът прави процеса на обработка по-лесен – при закаляване плочите се деформират по-малко.
След коването и нормализацията стоманената плоча се нагрява над критичната температура и се потопява във вода или масло. След закаляването се прави нискотемпературно отпускане.
Тези нововъведения позволяват да се спечелят допълнителни 5% здравина – 254 мм (10 дюйма) плоча от никелова стомана съответстват на 330 мм (13 дюйма) желязна броня.
По патент на „Шнайдер“ с производство на никелова броня в САЩ се занимават компаниите Бетлеем Стийл и Карнеги Стийл. Бронята тяхно производство е използвана в строителството на броненосците „Тексас“, „Мейн“ и „Орегон“. Съставът ѝ съдържа 0,2% въглерод, 0,75% манган, 0,025% фосфор и сяра и 3,25% никел.

## Броня тип Харви
През 1890 година американецът Хейуърд А. Харви използва процес на цементация на стоманата, за да получи твърда лицева повърхност при стоманена броня. За да постигне повишена твърдост той насища с въглерод само повърхностният слой на плочата, при което основата остава достатъчно пластична.
При неговия процес стоманената плоча е в контакт с дървени въглища или други въглеродосъдържащи материали и се загрява до температура близка с топенето и се оставя в пещта седмица-две. В резултат съдържанието на въглерод на повърхността нараства до 1,0 – 1,1%. Дебелината на слоя е неголяма (при 267 мм (10,5-дюйма) плоча, която той първоначално използва, слоят е с дебелина 25,4 мм (1 дюйм)).
След това плочата се закалява във вода и масло. При това цементираната повърхност става свръхтвърда. Още по-добри резултати дава използването на патентования през 1887 г. от англичанина Тресидер метод за закаляване чрез подаване към нагрятата плоча на малки водни пръски под голямо налягане. Този способ за бързо охлаждане е по-добър, защото за разлика от нормалното закаляване тук не се получава парна възглавница, която да пречи на топлообмена. Никелова стомана със закалена повърхност, отвърната в масло и закалена по метода на Тресидер се нарича „броня тип Харви“. Тази броня американско производство съдържа около 0,2% въглерод, 0,6% манган и от 3,25 до 3,5% никел.
Също така установяват, че здравината се повишава от изковаване при ниска температура на листа, при което дебелината на листа се намалява с 10 – 15%. Този способ на „двойно изковаване“ е патентован от фирмата „Карнеги Стийл“.
Тя моментално измества останалите типове брони, тъй като е с 15 – 20% по-добра от никеловата стомана – 13 дюйма от нея съответстват на 15,5 дюйма броня от никелова стомана.

## Цементирана броня на Круп
През 1894 година фирмата „Круп“ добавя в никеловата стомана хром. Получената броня получава обозначението „мека Круп“ или „Qualitat 420“ и съдържа 0,35 – 0,4% въглерод, 1,75 – 2,0% хром и 3,0 – 3,5% никел. Следва да се отбележи, че подобен състав е използван още през 1889 година от „Шнайдер“. Но Круп не сприра дотук. Той внедрява свой процес на цементиране на стоманата с използване на газообразни въглеводороди (светилен газ – метан), които се надуват под налягане върху нагрятата стоманена плоча. Това също не е негово откритие (има информация за подобни опити в американския завод в Бетлеем през 1898 г. и в заводите на Шнайдер-Крезо). Уникалността в този тип броня е в способа на закаляване.
Особеното е, че при неговото закаляване се стига до критичната температура, когато се променя кристалната решетка и се образува аустенит. При рязко охлаждане се получава мартензит – твърд, здрав, но по-крехък материал от изходната стомана. По метода на Круп едната страна на плочата и страните се намазват с глина или се поставят в мокър пясък. Плочата се поставя в пещ, нагрята над критичната температура. Лицевата страна се нагрява и започва процес на фазово превръщане. Тилната страна в същото време е под критичната температура. Зоната на фазова промяна се премества постепенно от лицето в дълбочина на плочата. Когато това става на 30 – 40% от дебелината на плочата тя се вади от пещта и се подлага на капково охлаждане. Резултатът се нарича „низходящо закалена повърхност“ – високата твърдост е до около 20% от дебелината, на следващите 10 – 15% има рязък спад в твърдостта (т.н. „спускане“), а останалата част е незакалена и пластична.
При дебелина над 127 мм круповската броня е примерно с 15% по-ефективна от типа Харви – 11,9 дюйма круповска броня съответстват на 13 дюйма Харви броня. А 10 дюйма круповска броня са еквивалентни на 24 дюйма желязна броня.
За първи път този тип броня е използвана в германските Броненосци тип „Бранденбург“. Два кораба от серията – „Курфюрст Фридрих Вилхелм“ и „Вюрт“ имат пояс от 400 мм компаундна броня. А на двата други – „Бранденбург“ и „Висамбур“ поясът е от круповска броня и дебелината му е само 225 мм без влошаване на защитата.
Независимо от сложната технология на производство този тип броня измества всички останали и следващите 25 години се използва предимно круповска цементирана броня в корабостроенето.

## Коментари
1. ↑  Тук и нататък под термина желязо се разбират сплави на Fe с малко съдържание на примеси (до 0,8 %), които притежават пластичността и мекотата на чистия метал.
2. ↑  Температура, при която се променя типът на кристалната решетка, т.е. настъпва полиморфна промяна.